# Pedro Fraga Porto

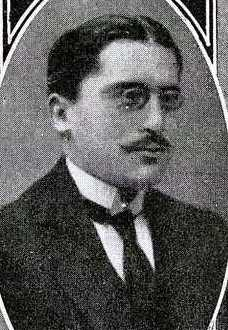
Pedro Fraga Porto, retrato en Vida Gallega, 1916.

Pedro Fraga Porto, nacido en Ferrol, fue un abogado, periodista y escritor gallego.

## Trayectoria
Estudió Derecho en la Universidad de Santiago de Compostela. Colaboró en Gaceta de Galicia. Fue laureado en el certamen convocado por el ayuntamiento de Santiago de Compostela en 1909 por su estudio La Literatura en Galicia durante la Guerra de la Independencia: La poesía, el periódico, el folleto y la hoja suelta. A partir de 1915 fue director de Diario Ferrolano y en 1919 dirigió la revista Juventud. En 1920 marchó a Madrid para trabajar en un buffet de abogados. En Madrid dirigió la Revista de la Justicia Municipal, que apareció en 1927. Colaboró en Vida Gallega y El Pueblo Gallego. Fue juez municipal de Madrid (1933)y también traductor.

## Traducciones
- La enemiga de Napoleón de Giuseppe Borghetti (1943).
- Pensamientos y aventuras de Winston Churchill (1943).
- Los años de Virginia Woolf (1943).
- Grandes contemporáneos de Winston Churchill (1944).
- Estampas napoleónicas de Alessandro Varaldo (1944).
- El tigre ruín de Howard Spring (1963).
- La balada y la fuente de Howard Spring (1963).